# Török Ignác

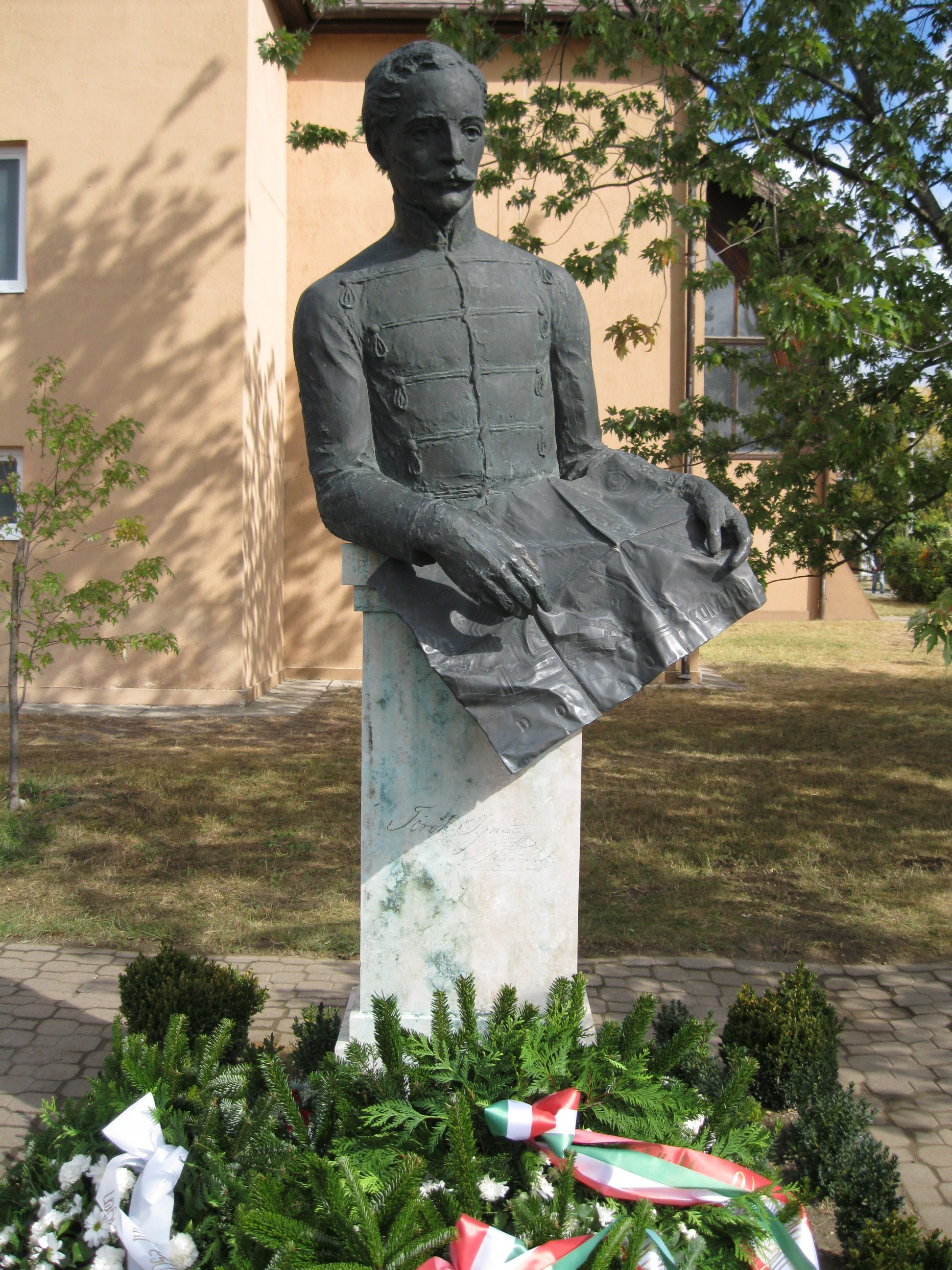
Török Ignác szobra Gödöllőn

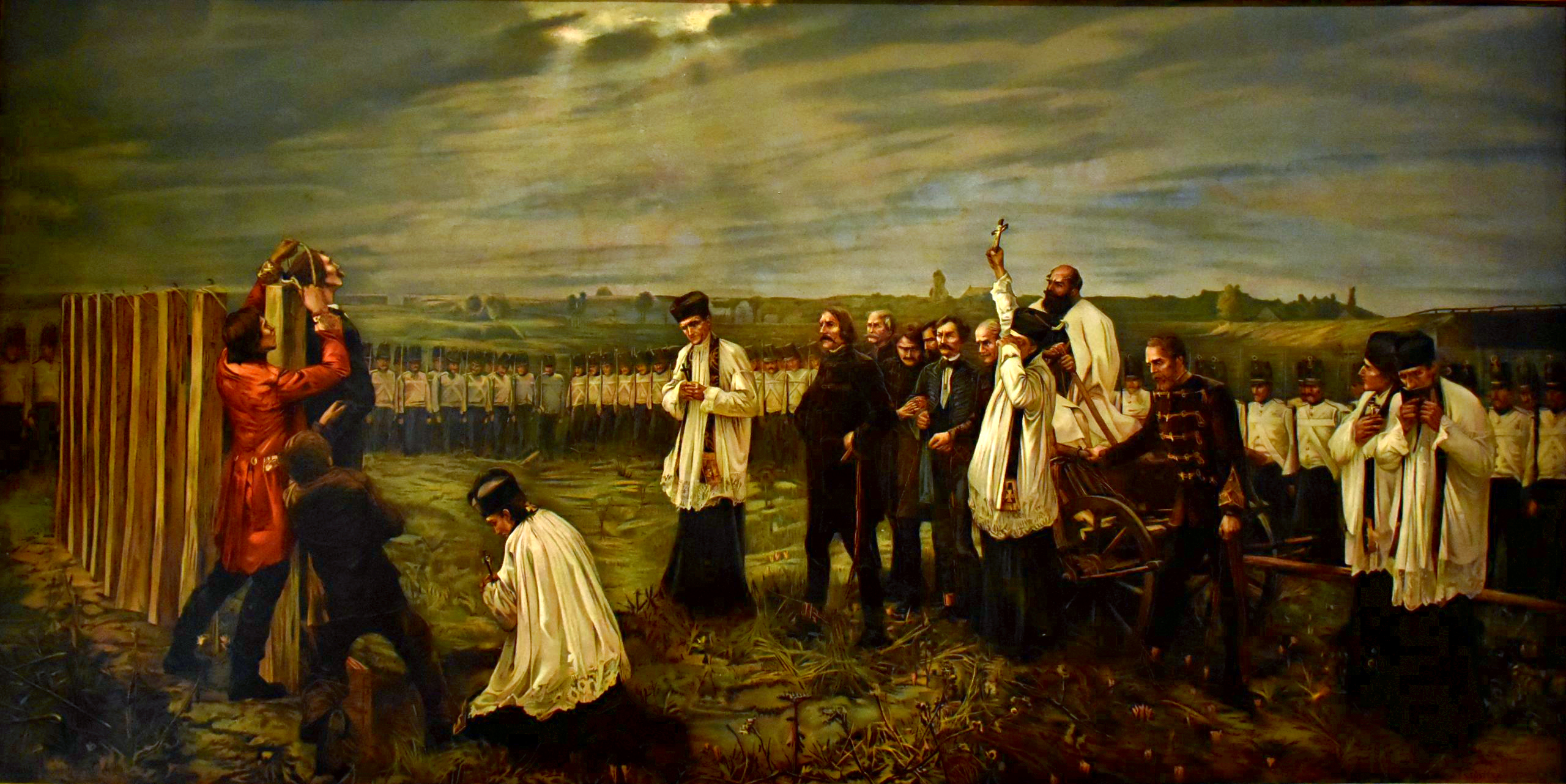
Thorma János: Az aradi vértanúk kivégzése

Nemescsói Török Ignác (Gödöllő, 1795. június 23. – Arad, 1849. október 6.) honvéd vezérőrnagy, hadimérnök, az aradi vértanúk egyike.

## Élete
Kisbirtokos magyar nemesi családból származott. Apja nemescsói Török Ignác, uradalmi kasznár a gróf Grassalkovich családnál Gödöllőn, anyja Korher Franciska volt. Középiskolai tanulmányait Gödöllőn kezdte (I. és II. osztály), majd a Királyi Katholikus Egyetemi Főgimnáziumban folytatta (III. és IV. osztály). Végül 1809-től 1811-ig a gyöngyösi gimnázium tanulója volt (V. és VI. osztály). A bécsi hadmérnöki akadémián végzett, a császári hadsereg kötelékébe hadnagyként lépett (1816). 1839-ben a nemesi testőrséghez került, ahol erődítéselméletet oktatott. Tanította többek között Görgei Artúrt és Klapka Györgyöt is. A forradalom előtt előbb Lembergben, majd alezredesi rendfokozatban Zágrábban szolgált.

### A szabadságharc alatt
1848 októberében a komáromi várban szolgált, ekkor a vár teljes állománya csatlakozott a honvédekhez. 1848–1849 telén Komáromban a vár erősítését, kiépítését szervezte meg. Windisch-Grätz sikerei után Komárom parancsnokát, Majthényit, aki a vár átadására készült, a vár tisztjei lemondásra kényszerítették, és a parancsnokságot a legidősebb tisztre, Török Ignácra ruházták. A döntést a kormány megerősítette, és január 28-án tábornokká nevezték ki. 1849 áprilisában posztjáról Lenkey János váltotta le.
A kormány utasítására a júniusban a felszabadított Budára rendelték, hogy a Hentzi által épített budai erősítések lerombolását vezesse, majd Szegedre, hogy a Tisza jobb partján sáncokat emeljen.

### Arad
Török Ignác a hadbíróság előtt magyarságával igazolta a tettét – „Lelkiismeretem felment engem”. A hadbíróság akasztásra ítélte, hatodikként (a kötél által kivégzettek között másodikként) végezték ki.(Török Ignác szívrohamot kapott, mielőtt a hóhér végezhetett volna vele.)
1932-ben találták meg maradványait, az aradi emlékoszlop kriptájában nyugszik.

## Emlékezete
Török Ignác emlékére először 1935-ben állítottak szobrot Gödöllőn. A másodikat 1949-ben avatták fel. A harmadik 1995 óta látható a városban. Nevét viseli egy utca Vaján, Gödöllőn, Kerepesen, Szentendrén, Győrött, Gyöngyösön és Pilisen is. Szintén Gödöllőn található a róla elnevezett, 1955-ben alapított gimnázium. Nevét sokáig Nagyváradon is utca viselte.
Emlékét őrzi Pozsgai Zsolt 2021-es Magyar Golgota című filmje, amelyet kivégzésének 172. évfordulóján mutattak be a köztelevízióban.